# Uniwersytet Tsinghua
Uniwersytet Tsinghua (chiń. upr. 清华大学; chiń. trad. 清華大學; pinyin Qīnghuá Dàxué; ang. Tsinghua University, THU) – chiński uniwersytet w Pekinie. Uznawany jest za jedną z najlepszych uczelni w kraju. Należy do Ligi C9 skupiającej 9 elitarnych chińskich uniwersytetów. Nie należy go mylić ze znajdującym się na Tajwanie Państwowym Uniwersytetem Tsing Hua.

## Historia
Utworzono go w 1911 roku jako Tsinghua College (清華學堂, Qīnghuá Xuétáng) na terenie dawnych posiadłości cesarskich w północnym Pekinie. Początkowo jego przeznaczeniem było przygotowywanie chińskich studentów do wyjazdu na studia do Stanów Zjednoczonych. Pełnoprawnym uniwersytetem stał się w 1925 roku. Po przejęciu władzy w Chinach przez Komunistyczną Partię Chin w 1949 roku duża część kadry naukowej wraz z ówczesnym prezydentem uniwersytetu Mei Yiqi uciekła na Tajwan, gdzie utworzyła dzisiejszy Państwowy Uniwersytet Tsing Hua.

## Podstawowe statystyki
Uważany jest za najlepszą uczelnię w Chinach i zajmuje wysokie miejsca w światowych rankingach.
| Ranking                                | Ranking          |
| Rankingi krajowe                       | Rankingi krajowe |
| Ranking                                | 2024             |
| -------------------------------------- | ---------------- |
| Webometrics                            | 1                |
| Rankingi światowe                      |                  |
| Webometrics                            | 20               |
| Times (Asia)                           | 1                |
| BRICS 2014 Rankings                    | 2                |
| QS World                               | 25               |
| Academic Ranking of World Universities | 22               |

## Absolwenci
Wśród jego absolwentów znajduje się m.in. obecny przewodniczący Chińskiej Republiki Ludowej Xi Jinping, który w 1979 roku uzyskał dyplom na Wydziale Budownictwa Wodnego. Ze względu na szczególnie dużą liczbę wysokiej rangi polityków Komunistycznej Partii Chin będących absolwentami tej uczelni, wyróżnia się tworzoną przez nich nieformalną frakcję w partii, tzw. klikę Tsinghua.
- Xi Jinping – obecny sekretarz generalny KPCh i przewodniczący ChRL
- Hu Jintao – były sekretarz generalny KPCh i przewodniczący ChRL
- Zhu Rongji – były premier ChRL
- Chen Ning Yang – laureat Nagrody Nobla w dziedzinie fizyki w 1957 roku
- Wu Guanzheng – były członek Stałego Komitetu Biura Politycznego KC KPCh
- Huang Ju – były wicepremier ChRL
- Zhou Xiaochuan – prezes Ludowego Banku Chin
- Shiing-shen Chern – matematyk, laureat nagrody Wolfa w 1984 roku
- Jia Chunwang – były naczelny prokurator ChRL, minister bezpieczeństwa państwowego oraz minister bezpieczeństwa publicznego
- Sun Liren – generał kuomintangowski
- Feng Youlan – filozof i historyk filozofii
- Zhang Yuzhe – astronom
- Fei Xiaotong – socjolog i antropolog
- Yang Jiang – pisarka i tłumaczka